# Komatsu

Komatsu (小松市 Komatsu-shi?) este un municipiu din Japonia, prefectura Ishikawa.